# 小柳達司
小柳 達司（こやなぎ たつし、1990年2月7日 - ）は、千葉県市川市出身のプロサッカー選手。Jリーグ・ザスパ群馬所属。ポジションはディフェンダー（DF）、ミッドフィールダー（MF）。守備にいろいろな引き出しがあり、相手の戦術に合わせて対応できる。

## 来歴

### プロ入り前
千葉県市川市生まれ。幼少～高校生は埼玉県三郷市で暮らす。千葉県の専修大学松戸高等学校を経て、日本体育大学に進学。日本体育大学では1年生からレギュラーとして多くの試合出場を果たし、4年生の時に関東大学サッカーリーグ戦において、
16年ぶりの2部優勝に貢献し、1部昇格を果たした。

### ザスパ草津/ザスパクサツ群馬
2012年よりJ2のザスパ草津（現在はザスパクサツ群馬）に加入。ポジションは左右SBでの出場機会が多かったが、2013から14年はCBおよび3バック時のストッパーもこなすなど、ユーティリティープレイヤーとしての才能を見せ、1年目27試合、2年目40試合に出場した。
2014年は、リーグ戦39試合に出場。9月28日のJ2第34節の栃木SC戦にフル出場し、J2リーグ戦100試合出場を達成した。
2015年はCBとして開幕を迎えたが、ゲームに順応できずにしばらくしてスタメンを外れると、シーズン途中からSBとして再びスタメンを獲得し群馬のJ2残留に貢献した。しかし、シーズン終了後、群馬から契約満了が発表された。

### ツエーゲン金沢
2015年12月26日、ツエーゲン金沢への移籍が発表された。
2016年は開幕2試合に先発で出場したが、金沢の守備的フォーメーションなど、群馬との戦術の違いに苦しみ出場機会を減らし、前半はベンチ外も多くなった。しかし森下仁之監督から細かいポジショニングなどのアドバイスを受け、サイドバックやボランチなどで8月のアウェー・長崎戦から天皇杯を含め公式戦17戦連続で先発出場し、栃木とのJ2/J3入れ替え戦第一戦では、後半89分に貴重な決勝点を決め金沢のJ2残留に貢献した。シーズン終了後、金沢との契約更新が発表された。
2017年、柳下正明が新監督となってからは、開幕からボランチとして起用された。ボランチとしての豊富な運動量、スプリント、対人守備の強さからのタイトな寄せで相手の自由を奪うなど、守備の要として38試合に出場し、ゲームキャプテンとしてチームを引っ張った。
2018年、前年とは一転して開幕から出場機会がなく、出場機会を求めて、8月に古巣ザスパクサツ群馬へ期限付き移籍で復帰した。移籍後、すべての試合で先発フル出場（15試合、1ゴール）するなどその実力を示した。

### ヴァンフォーレ甲府
2019年、ヴァンフォーレ甲府への完全移籍が発表された。甲府ではリーグ開幕戦からスタメン出場するなど、29試合に出場。その持ち前のスピードと強さを発揮した。
2020年、CB右ストッパーとしてレギュラーに定着。コロナ禍による過酷な試合日程に対してチーム戦術としてターンオーバー制をとる中、32試合に出場。
2021年、開幕戦からスタメンとして出場したが間もなく負傷離脱、後半戦も怪我に泣かされリーグ戦18試合の出場であった。リーグ終了後、ブラウブリッツ秋田への完全移籍が発表されると驚きと惜しむ声が寄せられた。

### ブラウブリッツ秋田
2021年12月24日、ブラウブリッツ秋田に完全移籍が発表される。2022年は27試合出場、ボランチもプレーした。
2024年8月、ザスパ群馬に6年ぶりに復帰。

### ザスパ群馬
2025年、ザスパ群馬に完全移籍。

## 人物
- 2014年2月に入籍[10]。2017年4月に第一子の長女が、2019年4月に第二子の長男が誕生した[11][12]。

## 所属クラブ
- 2002年 - 2004年 早稲田つつみFC（埼玉県三郷市）　（三郷市立前間小学校）
- 2002年 - 2004年 三郷市立早稲田中学校
- 2005年 - 2007年 専修大学松戸高等学校
- 2008年 - 2011年 日本体育大学学友会サッカー部
- 2012年 - 2015年  ザスパ草津 / ザスパクサツ群馬
- 2016年 - 2018年  ツエーゲン金沢
  - 2018年8月 - 同年12月  ザスパクサツ群馬（期限付き移籍）
- 2019年 - 2021年  ヴァンフォーレ甲府
- 2022年 - 2024年  ブラウブリッツ秋田
  - 2024年8月 - 12月  ザスパ群馬（期限付き移籍）
- 2025年 -  ザスパ群馬

## 個人成績
| 国内大会個人成績 | 国内大会個人成績 | 国内大会個人成績 | 国内大会個人成績 | 国内大会個人成績 | 国内大会個人成績 | 国内大会個人成績 | 国内大会個人成績 | 国内大会個人成績 | 国内大会個人成績 | 国内大会個人成績 | 国内大会個人成績 |
| 年度             | クラブ           | 背番号           | リーグ           | リーグ戦         | リーグ戦         | リーグ杯         | リーグ杯         | オープン杯       | オープン杯       | 期間通算         | 期間通算         |
| 年度             | クラブ           | 背番号           | リーグ           | 出場             | 得点             | 出場             | 得点             | 出場             | 得点             | 出場             | 得点             |
| 日本             | 日本             | 日本             | 日本             | リーグ戦         | リーグ戦         | リーグ杯         | リーグ杯         | 天皇杯           | 天皇杯           | 期間通算         | 期間通算         |
| ---------------- | ---------------- | ---------------- | ---------------- | ---------------- | ---------------- | ---------------- | ---------------- | ---------------- | ---------------- | ---------------- | ---------------- |
| 2012             | 草津             | 23               | J2               | 27               | 0                | -                | -                | 0                | 0                | 27               | 0                |
| 2013             | 群馬             | 4                | J2               | 40               | 3                | -                | -                | 0                | 0                | 40               | 3                |
| 2014             | 群馬             | 4                | J2               | 39               | 0                | -                | -                | 3                | 0                | 42               | 0                |
| 2015             | 群馬             | 4                | J2               | 21               | 0                | -                | -                | 1                | 0                | 22               | 0                |
| 2016             | 金沢             | 4                | J2               | 22               | 0                | -                | -                | 2                | 0                | 24               | 0                |
| 2017             | 金沢             | 4                | J2               | 38               | 0                | -                | -                | 2                | 0                | 40               | 0                |
| 2018             | 金沢             | 4                | J2               | 0                | 0                | -                | -                | 1                | 0                | 1                | 0                |
| 2018             | 群馬             | 40               | J3               | 15               | 1                | -                | -                | -                | -                | 15               | 1                |
| 2019             | 甲府             | 3                | J2               | 29               | 1                | -                | -                | 4                | 1                | 33               | 2                |
| 2020             | 甲府             | 3                | J2               | 32               | 2                | -                | -                | -                | -                | 32               | 2                |
| 2021             | 甲府             | 3                | J2               | 18               | 0                | -                | -                | 1                | 0                | 19               | 0                |
| 2022             | 秋田             | 3                | J2               | 27               | 0                | -                | -                | 0                | 0                | 27               | 0                |
| 2023             | 秋田             | 3                | J2               | 24               | 1                | -                | -                | 1                | 0                | 25               | 1                |
| 2024             | 秋田             | 3                | J2               | 16               | 0                | 1                | 0                | 0                | 0                | 17               | 0                |
| 2024             | 群馬             | 34               | J2               | 10               | 0                | -                | -                | -                | -                | 10               | 0                |
| 2025             | 群馬             | 30               | J3               |                  |                  |                  |                  |                  |                  |                  |                  |
| 通算             | 日本             | 日本             | J2               | 343              | 7                | 1                | 0                | 15               | 1                | 359              | 8                |
| 通算             | 日本             | 日本             | J3               | 15               | 1                | -                | -                | -                | -                | 15               | 1                |
| 総通算           | 総通算           | 総通算           | 総通算           | 358              | 8                | 1                | 0                | 15               | 1                | 374              | 9                |

その他の公式戦
- 2016年 J2・J3入れ替え戦 2試合1得点

記念試合
- Jリーグ初出場 - 2012年4月1日 J2第6節 横浜FC戦 (正田醤油スタジアム群馬)
- Jリーグ初ゴール- 2013年6月1日 J2第17節 対V・ファーレン長崎戦 (正田醤油スタジアム群馬)
- J2リーグ100試合出場達成- 2014年9月28日 J2第34節 対栃木SC戦 (正田醤油スタジアム群馬)